# Olszowa (województwo opolskie)
Olszowa (dodatkowa nazwa w j. niem. Olschowa) – wieś w Polsce położona w województwie opolskim, w powiecie strzeleckim, w gminie Ujazd.
Od 1950 miejscowość położona jest w województwie opolskim.

## Historia i nazwa
Osada wzmiankowana w 1223. W roku 1823 hrabia Leopold von Gaschin sprzedał za 30.000 talarów i 100 dukatów swojemu krewnemu, synowi siostry Aloisi grafowi Andreas von Renard, majątek Olszowa. W latach 1936–1945 miejscowość nosiła nazwę Erlenbusch.

### Plebiscyt i powstanie
W 1910 roku 375 mieszkańców mówiło w języku polskim, natomiast 12 posługiwało się językiem niemieckim. W wyborach komunalnych w listopadzie 1919 roku 89 głosów oddano na kandydatów z list polskich, którzy zdobyli komplet 9 mandatów. Podczas plebiscytu w 1921 roku we wsi uprawnionych do głosowania było 294 mieszkańców (w tym 42 emigrantów). Za Polską głosowało 198 osób, za Niemcami 92 osoby. Istniały tu oddziały Towarzystwa Gimnastycznego „Sokół”oraz Polskiej Organizacji Wojskowej Górnego Śląska.
W Olszowej toczyły się walki w ramach III powstania śląskiego. Wieś została opanowana przez żołnierzy polskich już na początku zrywu. Podczas Bitwy o Górę św. Anny broniona była przez pododdziały Grupy "Wschód". 23 maja miała tu miejsce krwawa bitwa, z której zwycięsko wyszli powstańcy. Wieś została zdobyta przez wojska niemieckie ostatecznie 4 czerwca. 

## Zabytki
Do wojewódzkiego rejestru zabytków wpisane są:
- kościół fil. pw. Matki Boskiej Śnieżnej, istniał od 1679, przebudowany w 1748, remontowany w 1988 i 2007. Drewniany o konstrukcji zrębowej, jednonawowy z wieżą; wnętrze barokowe, znajduje się na cmentarzu, wypisany z księgi rejestru
- zbiorowa mogiła powstańców śląskich, na cmentarzu rzym.-kat.
- budynki folwarczne, ul. Hodowlana:
  - spichrz, z XIX/XX w.
  - stajnia.